# Peruano (Suriname)
Peruano, ook wel Peruano Village, is een lintvormig dorp langs de Lawarivier in het ressort Tapanahony in Suriname. Het ligt dicht bij Antonio do Brinco en Ronaldo. Aan de overzijde ligt het dorp Maripasoula in Frans-Guyana.

## Goudzoekersdorp
Peruano is een goudzoekersdorp en wordt ook wel een garimpeiro settlement genoemd, omdat veel inwoners van het dorp Braziliaanse goudzoekers zijn. Vrijwel aan Peruano vast ligt stroomafwaarts het dorp Antonio do Brinco, waar meerdere winkels, bars, restaurants en bordelen zijn gevestigd. Vijf à tien kilometer verder stroomafwaarts ligt Benzdorp, dat eveneens afhankelijk is van de goudmijnbouw. In 2018 werd in het dorp een Peru Festival georganiseerd.

## Volksgezondheid
De gezondheidsomstandigheden zijn aan het begin van de 21e eeuw problematisch in garimpeiro settlements als Peruano. In het algemeen geldt deze situatie ook voor de traditionele bewoners van dit gebied, zowel voor de inheemsen als de marrons, en worden die door de goudwinning vergroot. Er is in het gebied beperkte toegang tot sanitaire en nutsvoorzieningen, veilig drinkwater (risico op kwikvergiftiging), elektriciteit, educatie en medische diensten. Daarnaast zijn er risico's op ziektes als malaria, leishmaniasis en hiv/aids. Tijdens de Health Awareness Week in 2016 bezochten het ministerie van Volksgezondheid en de Medische Zending de regio om de lokale gemeenschappen in contact te brengen met de Medische Zending, waarbij een permanente medische post voor dit gebied werd aangekondigd. Ook werden gratis onderzoeken aangeboden, zoals naar diabetes en hoge bloeddruk.
Terwijl er op 27 juni 2020, tijdens de coronacrisis in Suriname, landelijk een niet eerder geziene stijging met 76 nieuwe besmettingen werd vastgesteld, bleek het hier om Brazilianen uit  deze regio te gaan. Bij het buurdorp Antonio do Brinco werd Covid-19 bij minstens vijftien Brazilianen vastgesteld.

## Zie
- Goudwingebied rondom Antino

Affivisiti · Agaigoni · Ajokojokondre · Akani Pata · Aloepi 1 & 2 · Alopi · Antino · Antonio do Brinco · Apetina · Benanoe · Benzdorp · Clementi · Cottica · Draai · Drietabbetje · Gakaba · Godo-olo · Godoro · Granbori · Herminadorp · Intelewa · Kampoe · Kawemhakan · Koemakapan · Kontina · Lensidede · Maboga · Maisa Kampu · Manlobi · Moitaki · Monpoesoe · Nikie · Paloemeu · Peleloe Tepoe · Peruano · Poeketi · Poeloegoedoe · Ronaldo · Sajé · Tjon Tjon · Tutu Kampu · Wanfinga · Wehejok